# Intraduïbilitat
La intraduïbilitat és una propietat d'un text, o de qualsevol altre acte de parla, en una llengua, per al qual no hi ha un text o acte de parla equivalent a la seva traducció en una altra llengua.
Els termes no són ni exclusivament traduïbles ni exclusivament no traduïbles; seria més encertat dir que el grau de dificultat de la traducció depèn de la seva naturalesa, així com del coneixement del traductor de les llengües origen i meta en qüestió. Sovint un text o un acte de parla que es considera "intraduïble" és en realitat una "llacuna lèxica", és a dir, no hi ha una equivalència unívoca entre la paraula, expressió o gir en la llengua origen i una altra paraula, expressió o gir a la llengua meta. Això no obstant, un traductor pot recórrer a un gran nombre d'estratègies de traducció per resoldre aquest problema.

## Estratègies de traducció
Les estratègies de traducció que es poden utilitzar en cas de "llacuna lèxica" inclouen les següents:

### Adaptació
Una adaptació, també anomenada traducció lliure, és un procediment a través del qual el traductor reemplaça un terme amb connotacions culturals que només podrien entendre els lectors de la llengua origen del text amb un terme que manté unes connotacions culturals similars però que resulta més familiar als lectors del text traduït.
Per exemple, al còmic belga Les aventures de Tintín, el nom del gos de Tintín, "Milou", es tradueix com a Snowy en anglès, Bobbie en neerlandès, Kuttus en bengalí i Struppi en alemany; de la mateixa manera, els detectius Dupont i Dupond es converteixen en Thomson i Thompson en anglès, Jansen i Janssen en neerlandès, Jonson i Ronson en bengalí, Schultze i Schulze en alemany, Hernández i Fernández en espanyol,杜本y杜朋 (Dùben i Dùpéng) en xinès, Dyupon i Dyuponn en rus i Skafti i Skapti en islandès.
L'adaptació s'usa sovint per traduir poesia, obres de teatre i publicitat.

### Préstec
Un préstec és un procediment de traducció que consisteix en l'ús una paraula o expressió del text origen sense modificar-la en el text meta. Normalment, els préstecs que no estan adaptats a la llengua meta se solen escriure en cursiva.

### Calc
El calc estructural o calc lèxic és un tipus especial de préstec que no imita l'entitat fonètica material (significant) del model estranger, sinó dos aspectes més "interns": l'esquema o construcció morfològica (ex.: anglès sky-scraper → català gratacel) i la significació (ex.: francès mirage → cat. miratge, a partir del significat del francès miroir, 'mirall'). És un dels aspectes en els préstecs que més interès ha despertat entre els estudiosos dels contactes.

### Compensació
La compensació és un procediment de traducció que consisteix a solucionar els problemes de traducció del text origen que no es poden transvasar amb la mateixa forma a la llengua meta substituint-los per altres elements o formes al text meta.
Per exemple, moltes llengües tenen dues formes pronominals, tant en singular com en plural, per expressar la segona persona, una id'nformal i una altra de formal. Això es coneix com a fórmules de tractament, i es troba per exemple en llengües com el francès (el teu vs. vous), el català (tu/vosaltres vs. vostè/vostès), el rus, el bengalí ("aapni" vs. " tumi" vs. "tui"), l'alemany ("du/ihr" vs. "Sie") i l'italià ("tu/voi" vs. "Lei"), però no a l'anglès contemporani. D'aquí que en traduir un text d'una d'aquestes llengües a l'anglès, el traductor probablement hagi de compensar aquesta mancança utilitzant un nom de pila o un sobrenom, emprant contraccions pròpies de l'anglès informal (I'm, you're, gonna, etc..) o usant vocabulari d'un registre lingüístic més o menys formal.

### Paràfrasi
La paràfrasi, o perífrasi, és un procediment de traducció en què el traductor reemplaça una paraula del text origen per un conjunt de paraules o una expressió al text meta. Per exemple, la paraula portuguesa saudade sovint es tradueix a l'anglès com a feeling of missing someone que no és in place, "sentiment de trobar a faltar algú que no està". Un altre exemple, semblant al "saudade" del portuguès, és "dor" en romanès, que es tradueix a l'anglès com a feeling of missing someone que és gone o needing de something que no és disponible en el moment, "trobar a faltar a algú que se n'ha anat o necessitar alguna cosa que no es troba disponible en un moment determinat."
Un exemple d'intraduïbilitat és la paraula neerlandesa gezelligheid, que no té un equivalent en anglès ni en català, encara que de vegades s'utilitza la paraula alemanya Gemütlichkeit (comoditat). Literalment, significa "ambient acollidor, amigable, agradable", però també pot connotar un temps passat amb els éssers estimats, el fet de veure un amic després de molt de temps, l'amigabilitat i l'extroversió d'una persona o un sentiment general d'unitat.
Aquest tipus de buit en una llengua pot conduir a introduir préstecs de la llengua de partida (emitent o emissora) a la d'arribada (receptora).

### Nota del traductor
Una nota del traductor (abreujada generalment com a n. del t.) és una nota (en general una nota al peu o una nota al final de pàgina) afegida pel traductor al text meta per proporcionar informació addicional sobre la traducció, sobre un referent cultural o qualsevol altra explicació.
En alguns exàmens de traducció es permeten o fins i tot es demanen aquestes notes. Alguns traductors consideren que haver de recórrer a aquestes notes suposa un fracàs en la traducció, encara que aquesta opinió no és unànime entre els professionals de la traducció.

### Neologisme
Un neologisme és una paraula o terme encunyat recentment o que es pren com a préstec d'una altra llengua; també pot ser una nova accepció d'una paraula o terme ja existent. Hi ha neologismes de forma i neologismes de sentit. Els primers són creats mitjançant la combinació d'elements lèxics, mentre que els neologismes de sentit s'obtenen quan s'atribueix un sentit nou a un terme ja existent.